# Spitalfields
Spitalfields è un quartiere del borgo londinese di Tower Hamlets, sito nell'East End di Londra, vicino a Liverpool Street station ed a Brick Lane.  L'area si trova a cavallo di Commercial Street ed ospita due mercati, lo storico Old Spitalfields Market, fondato nel XVII secolo, ed il Brick Lane Market  sito fra Brick Lane e Cheshire Street.

## Toponimo
Il toponimo compare per la prima volta nella forma Spittellond nel 1399; come The spitel Fyeld nel XVI secolo nella mappa Civitas Londinium attribuita a Ralph Agas; e come Spyttefeildes nel 1561.
Il nome Spitalfields è una contrazione di hospital fields (campi dell'ospedale), in riferimento al "St Mary Spital" eretto qui nel 1197 sul lato orientale della strada del Bishopsgate, fuori dalle mura cittadine.. In precedenza il nome dell'area era forse Lolsworth.

## Storia

### Origini
Spitalfields era il luogo in cui era ubicato uno dei cimiteri romani posti all'esterno del London Wall. Esso si trovava ad est di Bishopsgate ed era sulla strada che da Londinium si dirigeva verso nord.
La presenza del cimitero romano è confermata dall'antiquario John Stow sin dal 1576 e divenne il punto centrale degli scavi archeologici degli anni novanta realizzati durante la ricostruzione dello Spitalfields Market. Il ritrovamento più importante fu realizzato nel 1999: si tratta di un sarcofago contenente i resti di una donna romana appartenente ad una classe molto elevata, vestita con abiti in seta e ornata con monili di giaietto.
Nel 1197 sull'ex cimitero romano fu costruito il "The New Hospital of St Mary without Bishopgate", successivamente noto come St Mary Spital, fondato da Walter Brunus e da sua moglie Roisia. Questo fu uno dei più grandi ospedali inglesi del medioevo e dell'annesso grande cimitero anch'esso uno dei più grandi del suo tempo. Esso è stato riscoperto durante recenti lavori di scavo e sistemato per essere aperto al pubblico. L'ospedale andò sotto la scure della legge, emanata da Enrico VIII, che va sotto il nome di dissoluzione dei monasteri, nel 1539. La zona adiacente venne utilizzata come campo di addestramento della Old Artillery Ground e posto sotto la giurisdizione della Torre di Londra.

### Ugonotti

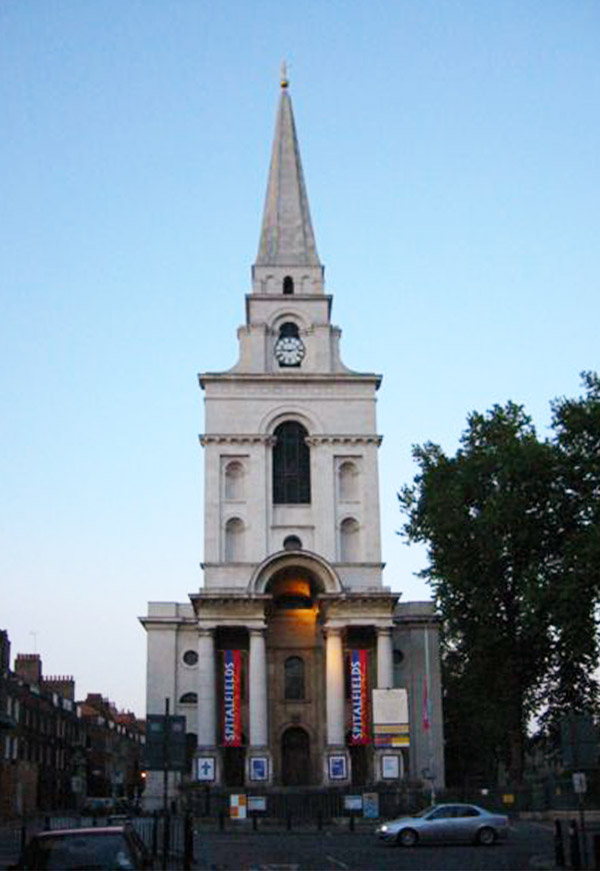
Christ Church, Spitalfields.

La Spitalfields historic association con la associata industria della seta venne fondata dagli ugonotti provenienti dalla Francia, che si rifugiarono qui dopo l'espulsione dal loro paese a seguito della proclamazione dell'Editto di Fontainebleau del 1685. Insediandosi qui, fuori dal territorio della City of London, essi speravano di aggirare la restrittiva legislazione che regolamentava l'esercizio delle arti e dei mestieri nella City. Nel tardo XVII secolo e nel XVIII secolo vennero realizzate delle dimore di grande pregio per alloggiare i grandi proprietari dell'industria della seta e grandi residenze ubicate attorno alla nuova Spital Square. La Christ Church costruita in Fournier Street, venne costruita durante il regno di Anna d'Inghilterra per dimostrare la potenza della chiesa anglicana ai dissidenti ugonotti. Dimore molto più umili vennero realizzate in Tenterground.
L'Old Spitalfields Market, che è frequentato da circa 20.000 visitatori ogni domenica, venne fondato il 29 luglio 1682 su di un terreno non ancora costruito, vicino ad un ex mercato non ufficialmente istituito. La costruzione iniziò nel 1684 ed il mercato fu originariamente adibito alla vendita di carne, frutta e verdura. Dal XIX secolo lo stesso venne convertito alla sola vendita di frutta e verdura. Nel 1991 il mercato venne trasferito nel nuovo New Spitalfields Market a Leyton.
Dai primi anni del 1730 i tessitori irlandesi si trasferirono qui, a seguito del declino dell'industria tessile in Irlanda, per iniziare il commercio della seta da loro prodotta. Nel 1769 avvenne un sommovimento di piazza quando si tentò di rimuovere degli assembramenti di lavoratori che erano confluiti per discutere su incombenti minacce ai loro salari causate dalla crisi del settore della sete. La sommossa terminò con l'impiccagione di alcuni lavoratori irlandesi ed ugonotti di fronte al pub Salmon and Ball a Bethnal Green.

### Era vittoriana
Nel corso dell'era vittoriana, l'industria della seta entrò in una fase di crisi e le vecchie abitazioni dei mercanti diventarono dei tuguri sovraffollati. Spitalfields divenne un modo di dire per indicare la più cruda indigenza e nel 1832, a seguito di una epidemia di colera, il quotidiano londinese The Poor Man's Guardian (18 febbraio 1832) scrisse su Spitalfields:
Le case basse ammassate le une alle altre in strette e buie viuzze, danno a prima vista un'apparenza di case disabitate, a causa della mancanza di porte e finestre: - in ogni stanza della casa, intere famiglie, genitori, bambini, e vecchi nonni sciamano insieme.
Nel 1860, venne firmato un trattato con la Francia, per l'importazione di seta francese molto più economica. Questo non fece altro che peggiorare le già precarie condizioni economiche dei tessitori di Spitalfields e dei sobborghi Bethnal Green e Shoreditch. Nell'area si insediarono nuovi commerci di mobili e stivali realizzati sul posto e le grandi case degli ugonotti divennero utili per l'alloggiamento di attività sartoriali condotte da ebrei che si installarono la dove prima esisteva l'industria tessile.
Nel tardo XIX secolo Spitalfields era divenuta il nascondiglio dei peggiori criminali di Londra e la zona intorno a Flower and Dean Street divenne conosciuta come luogo di ruberie e prostituzione. Quest'ultima strada venne definita nel 1881 come "probabilmente la strada più pericolosa della metropoli".
Un'altra strada detta "la peggior strada di Londra" era la vicina Dorset Street, resa famosa per la raccapricciante uccisione di Mary Kelly per opera del serial killer Jack lo squartatore nell'autunno del 1888. Questo fu lo scenario di una serie di brutali uccisioni di prostitute noto come The Whitechapel Murders (1888-91). Le sanguinarie attività di "Jack" furono uno dei fattori che portarono alla demolizione di alcune delle peggiori strade contenute nell'area dal 1891 al 1894 La miseria, comunque, continuò ad imperversare nel quartiere e lo scrittore Jack London nel suo libro The People of the Abyss (1903) ne diede una descrizione crudamente reale. Egli sottolineò che Itchy Park, vicino alla Christ Church, era un luogo di incontro di senzatetto.

### Spitalfields oggi
Alla fine del XX secolo la presenza degli ebrei diminuì per essere sostituita da immigrati dal Bangladesh, anch'essi impiegati nell'industria tessile e facendo di Brick Lane la capitale del curry di Londra.